# (5562) 1991 VS
1991 في أس (ويعرف أيضًا باسم (5562) 1991 في أس وفق تسمية الكوكب الصغير) (بالإنجليزية: 1991 VS)‏ هو كويكب ضمن حزام الكويكبات؛ وترتيبه 5562 من حيث الاكتشاف.
اكتُشف هذا الجُرم الفلكي بواسطة هيروشي كانيدا في 4 نوفمبر 1991.

## وصلات خارجية
- (5562) 1991 VS في قاعدة بيانات مختبر الدفع النفاث لأجرام النظام الشمسي الصغيرة

- الاكتشاف · مخطط المدار ·  العناصر المدارية · المعلمات المادية

- (5562) 1991 VS على موقع ويكي سكاي: DSS2, SDSS, GALEX, IRAS, Hydrogen α, X-Ray, Astrophoto, Sky Map, Articles and images